# Бутирка
Затворът „Бутирка“ (на руски: Бутырка, разговорен термин за официалното Бутырская тюрьма) е централният транзитен затвор в Царска Русия, разположен в централната част (район „Тверской“, Централен район) на Москва. В момента „Бутирка“ остава най-големият следствен затвор в Москва. Пренаселеността продължава да бъде проблем.

## История
Първите споменавания на „Бутирка“ могат да бъдат проследени до XVII век. Сегашната сграда на затвора е построена през 1879 г. близо до Бутирската порта (Бутырская застава) на мястото на крепост, построена от архитекта Матвей Казаков по време на управлението на Екатерина Велика. Кулите на старата крепост някога са приютявали бунтовните стрелци по време на управлението на Петър Велики, а по-късно и стотици участници в Януарското въстание в Полша през 1863 г. Членове на „Народная воля“ също са били затворници в „Бутирка“ през 1883 г., както и участниците в стачката на Морозов от 1885 г. Затворът в „Бутирка“ е бил известен с бруталното си ръководство. Администрацията на затвора използва насилие всеки път, когато затворниците се опитват да протестират срещу каквото и да било.
Сред забележителните му затворници са Емелян Пугачов (тук очаква екзекуция; кулата, където е бил държан, все още носи неговото име), влиятелният революционен поет Владимир Маяковски, руският революционер Николай Бауман, основателят на тайната полиция ЧК Феликс Дзержински (който е един от малкото хора, успели да избягат от затвора) и писателите Александър Солженицин и Евгений Гинзбург. Анархистът Нестор Махно възприема тук тази идеология от своя биограф Пьотър Аршинов, също изтърпявал наказание тук (1911 – 1917).
По време на Февруарската революция работниците в Москва освобождават всички политически затворници от „Бутирка“.
След Октомврийската революция „Бутирка“ остава място за интерниране на политически затворници и трансферен лагер за хора, осъдени на изпращане в ГУЛАГ и някои техни жени, които по своя воля желаят да споделят съдбата им. Точно преди Великата отечествена война през „Бутирка“ е минал и бъдещият известен ракетен конструктор Сергей Корольов.
По време на Голямата чистка тук са били затворени около 20 000 затворници едновременно. Хиляди политически затворници са разстреляни след разпити.

## Условия на живот
Варлам Шаламов (по чието време е създаден женски блок) отбелязва в един от разказите си, че „Бутирка“ е изключително гореща през лятото; Едуард Лимонов, в драмата си „Смърт в полицейския ван“, категорично се съгласява. Той казва, че с разпадането на съветския режим през 1991 г. пренаселването се е превърнало в още по-належащ проблем. В килии, предназначени за максимум 10 души, има над 100 затворници. Повечето от тези хора са според съобщенията ненадеждни хора от кавказкия регион. Тъй като епидемиите са проблем, затворническите надзиратели се опитват да запълнят килиите изцяло с хора със СПИН или туберкулоза; Това обаче е от малка полза, тъй като много затворници са наркозависими, а има максимум една спринцовка на килия. Освен това затворниците се докарват в съда в препълнени полицейски микробуси, така че здравият затворник да може да диша същия въздух като болен от туберкулоза. Спестеният по този начин бензин се продава на черния пазар. „Бутирка“ има странен жаргон: надзирателите в затвора се наричат „манти“, затворниците „пацани“, приемането на наркотици е „смазация“, тоест да се омажеш. Документацията на тюрмата е разрешена за справки от 1995 г.
В тюрмата има изградени три храма – църквата „Покров на Света Богородица“, джамия и синагога.
Благодарение на футболистите Александър Кокорин и Павел Мамаев се провежда първият в историята аматьорски футболен мач между отбори от затворниците в „Бутирка“. Според администрацията на подсъдимите вече официално е разрешено да играят футбол по време на разходките.

## В изкуството
През 1908 г. великият магьосник Хари Худини изнася представление в затвора „Бутирка“, където успява да избяга от транспортната „кутия“, в която затворниците са били превозвани от столицата до Сибир, само за 28 минути, точно пред очите на затворниците, което предизвиква огромно ликуване сред публиката. Заслужава да се отбележи, че Худини е бил поставен там в окови, окован с вериги, а капакът е бил подпрян на стената.
В многосерийния игрален филм „Седемнадесет мига от пролетта“ тук се помещава Гестапо.